# Saint-Vincent-de-Pertignas
Pour les articles homonymes, voir Saint-Vincent.
Saint-Vincent-de-Pertignas est une commune du Sud-Ouest de la France, située dans le département de la Gironde (région Nouvelle-Aquitaine).

## Géographie

### Localisation
Commune viticole délimitée au nord par la Dordogne, située sur les bassins versants de la Gamage à l'est et de l'Engranne par le Villeséque au sud-ouest, elle fait partie de la région Entre-deux-Mers située au sud-est de Libourne.

### Communes limitrophes
Les communes limitrophes sont Mérignas, Rauzan, Sainte-Florence, Saint-Jean-de-Blaignac, Sainte-Terre et Blasimon.
|                        | Sainte-Terre               | Sainte-Florence |
| Saint-Jean-de-Blaignac | Saint-Vincent-de-Pertignas | Mérignas        |
|                        | Rauzan                     | Blasimon        |

### Climat
Pour des articles plus généraux, voir Climat de la Nouvelle-Aquitaine et Climat de la Gironde.
Historiquement, la commune est exposée à un climat océanique aquitain.  
En 2020, Météo-France publie une typologie des climats de la France métropolitaine dans laquelle la commune est exposée à un climat océanique et est dans la région climatique  Aquitaine, Gascogne, caractérisée par une pluviométrie abondante au printemps, modérée en automne, un faible ensoleillement au printemps, un été chaud (19,5 °C), des vents faibles, des brouillards fréquents en automne et en hiver et des orages fréquents en été (15 à 20 jours).
Pour la période 1971-2000, la température annuelle moyenne est de 13,3 °C, avec une amplitude thermique annuelle de 15,1 °C. Le cumul annuel moyen de précipitations est de 816 mm, avec 9,8 jours de précipitations en janvier et 6,2 jours en juillet. Pour la période 1991-2020, la température moyenne annuelle observée sur la station météorologique la plus proche, située sur la commune de Saint-Émilion à 11,14 km à vol d'oiseau, est de 13,9 °C et le cumul annuel moyen de précipitations est de 798,1 mm,. Pour l'avenir, les paramètres climatiques de la commune estimés pour 2050 selon différents scénarios d’émission de gaz à effet de serre sont consultables sur un site dédié publié par Météo-France en novembre 2022.

### Milieux naturels et biodiversité

#### Natura 2000
La Dordogne est un site du réseau Natura 2000 limité aux départements de la Dordogne et de la Gironde, et qui concerne les 104 communes riveraines de la Dordogne, dont Saint-Vincent-de-Pertignas,. Seize espèces animales et une espèce végétale inscrites à l'annexe II de la directive 92/43/CEE de l'Union européenne y ont été répertoriées.

#### ZNIEFF
Saint-Vincent-de-Pertignas fait partie des 102 communes concernées par la zone naturelle d'intérêt écologique, faunistique et floristique (ZNIEFF) de type II « La Dordogne »,, dans laquelle ont été répertoriées huit espèces animales déterminantes et cinquante-sept espèces végétales déterminantes, ainsi que quarante-trois autres espèces animales et trente-neuf autres espèces végétales.

## Urbanisme

### Typologie
Au 1er janvier 2024, Saint-Vincent-de-Pertignas est catégorisée commune rurale à habitat dispersé, selon la nouvelle grille communale de densité à sept niveaux définie par l'Insee en 2022.
Elle est située hors unité urbaine et hors attraction des villes,.

### Occupation des sols

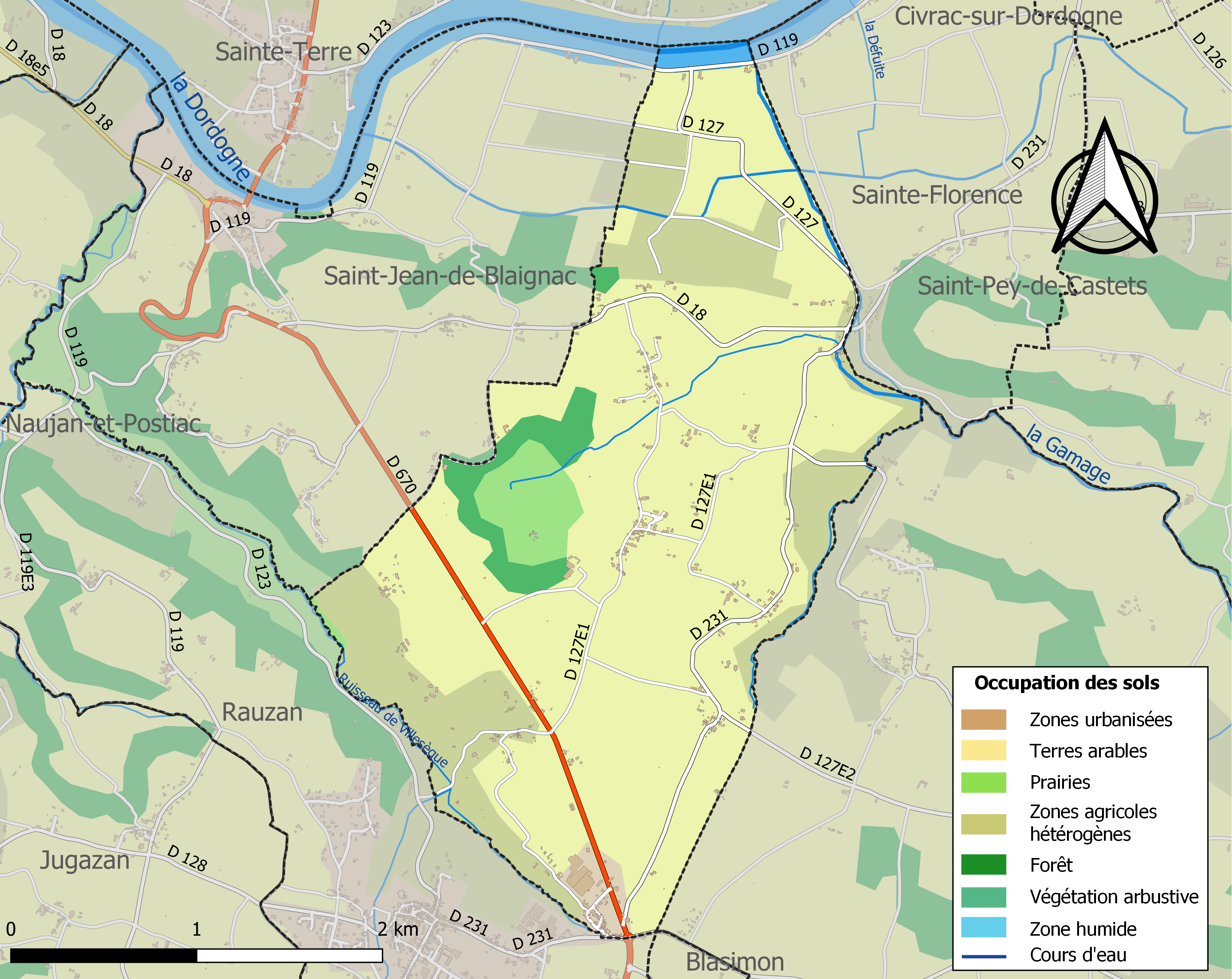
Carte des infrastructures et de l'occupation des sols de la commune en 2018 (CLC).

L'occupation des sols de la commune, telle qu'elle ressort de la base de données européenne d’occupation biophysique des sols Corine Land Cover (CLC), est marquée par l'importance des territoires agricoles (94 % en 2018), une proportion identique à celle de 1990 (94 %). La répartition détaillée en 2018 est la suivante : 
cultures permanentes (65,1 %), zones agricoles hétérogènes (19,6 %), terres arables (5,8 %), forêts (3,6 %), prairies (3,5 %), zones industrielles ou commerciales et réseaux de communication (1,7 %), eaux continentales (0,8 %). L'évolution de l’occupation des sols de la commune et de ses infrastructures peut être observée sur les différentes représentations cartographiques du territoire : la carte de Cassini (XVIIIe siècle), la carte d'état-major (1820-1866) et les cartes ou photos aériennes de l'IGN pour la période actuelle (1950 à aujourd'hui).

### Risques majeurs
Le territoire de la commune de Saint-Vincent-de-Pertignas est vulnérable à différents aléas naturels : météorologiques (tempête, orage, neige, grand froid, canicule ou sécheresse), inondations et séisme (sismicité très faible). Il est également exposé à un risque technologique, la rupture d'un barrage. Un site publié par le BRGM permet d'évaluer simplement et rapidement les risques d'un bien localisé soit par son adresse soit par le numéro de sa parcelle.

#### Risques naturels
Certaines parties du territoire communal sont susceptibles d’être affectées par le risque d’inondation par débordement de cours d'eau, notamment la Dordogne et la Gamage. La commune a été reconnue en état de catastrophe naturelle au titre des dommages causés par les inondations et coulées de boue survenues en 1982, 1983, 1999, 2005 et 2009,.

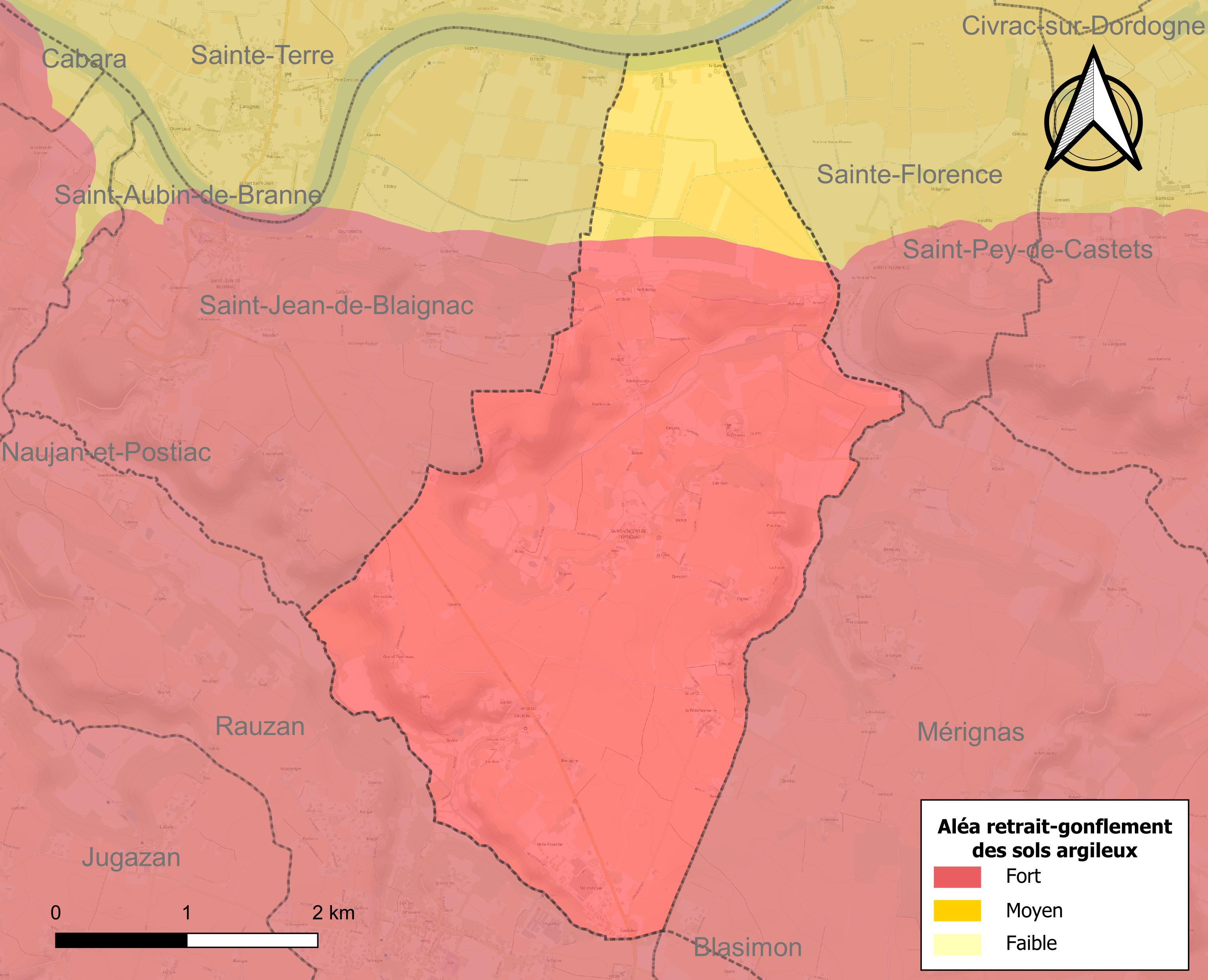
Carte des zones d'aléa retrait-gonflement des sols argileux de Saint-Vincent-de-Pertignas.

Le retrait-gonflement des sols argileux est susceptible d'engendrer des dommages importants aux bâtiments en cas d’alternance de périodes de sécheresse et de pluie. La totalité de la commune est en aléa moyen ou fort (67,4 % au niveau départemental et 48,5 % au niveau national). Sur les 209 bâtiments dénombrés sur la commune en 2019,  209 sont en aléa moyen ou fort, soit 100 %, à comparer aux 84 % au niveau départemental et 54 % au niveau national. Une cartographie de l'exposition du territoire national au retrait gonflement des sols argileux est disponible sur le site du BRGM,.
Concernant les mouvements de terrains, la commune a été reconnue en état de catastrophe naturelle au titre des dommages causés par la sécheresse en 2003 et par des mouvements de terrain en 1999.

#### Risques technologiques
La commune est en outre située en aval du  barrage de Bort-les-Orgues, un ouvrage sur la Dordogne de classe A soumis à PPI, disposant d'une retenue de 477 millions de mètres cubes. À ce titre elle est susceptible d’être touchée par l’onde de submersion consécutive à la rupture de cet ouvrage.

## Histoire
Un bâtiment du Haut Moyen Âge et une nécropole mérovingienne (découverts lors de fouilles dans le cimetière de l'église en 1986) démontrent la persistance d'un habitat, depuis la fin de l'Antiquité, au cœur du village.

## Politique et administration
| Période                                  | Période  | Identité        | Étiquette | Qualité     |
| ---------------------------------------- | -------- | --------------- | --------- | ----------- |
|                                          | 2001     | Isnel Mathieu   |           | Viticulteur |
| mars 2001                                | En cours | Pierre Gauthier |           | Viticulteur |
| Les données manquantes sont à compléter. |          |                 |           |             |

## Démographie
| 1793 | 1800 | 1806 | 1821 | 1831 | 1836 | 1841 | 1846 | 1851 |
| ---- | ---- | ---- | ---- | ---- | ---- | ---- | ---- | ---- |
| 789  | 712  | 747  | 744  | 666  | 682  | 660  | 719  | 670  |

| 1856 | 1861 | 1866 | 1872 | 1876 | 1881 | 1886 | 1891 | 1896 |
| ---- | ---- | ---- | ---- | ---- | ---- | ---- | ---- | ---- |
| 734  | 683  | 716  | 654  | 610  | 597  | 542  | 564  | 573  |

| 1901 | 1906 | 1911 | 1921 | 1926 | 1931 | 1936 | 1946 | 1954 |
| ---- | ---- | ---- | ---- | ---- | ---- | ---- | ---- | ---- |
| 622  | 594  | 531  | 545  | 535  | 524  | 489  | 467  | 447  |

| 1962 | 1968 | 1975 | 1982 | 1990 | 1999 | 2005 | 2006 | 2010 |
| ---- | ---- | ---- | ---- | ---- | ---- | ---- | ---- | ---- |
| 448  | 442  | 382  | 396  | 377  | 369  | 340  | 330  | 364  |

| 2015 | 2020 | 2022 | - | - | - | - | - | - |
| ---- | ---- | ---- | - | - | - | - | - | - |
| 381  | 342  | 334  | - | - | - | - | - | - |

## Lieux et monuments
- Le château Isabeau de Naujan.
- Le château du Hamel.
- L'église Saint-Vincent a conservé des traces d'un bâtiment du XIe siècle. La plus grande partie de l'édifice date des XIIe et XIIIe siècles avec des décors sculptés romans. Les siècles suivants ont laissé leur empreinte avec : la fortification du clocher et un bas-côté gothique tardif du XVIe siècle ainsi que des chapelles du XVIIIe siècle. L'édifice a été inscrit au titre des monuments historique en 2002[32].
- Manoirs et maisons fortes : il existait plusieurs familles nobles dans la paroisse. Elles ont laissé des manoirs ou maisons fortes au XIVe et XVe siècles : du Courros, de Naujan, du Pin, de la Nauze et de Lachaud.

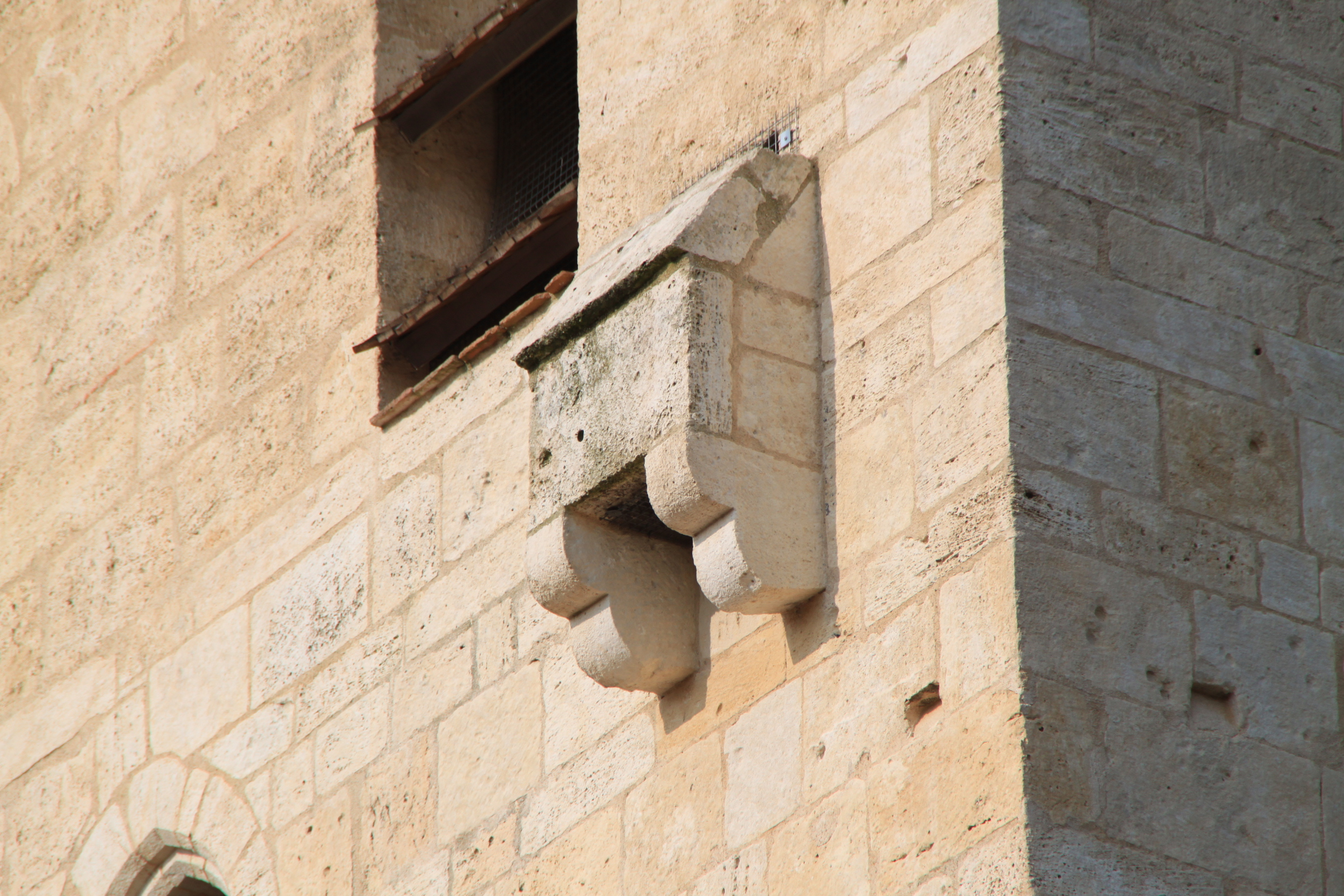
Échauguette du clocher fortifié.
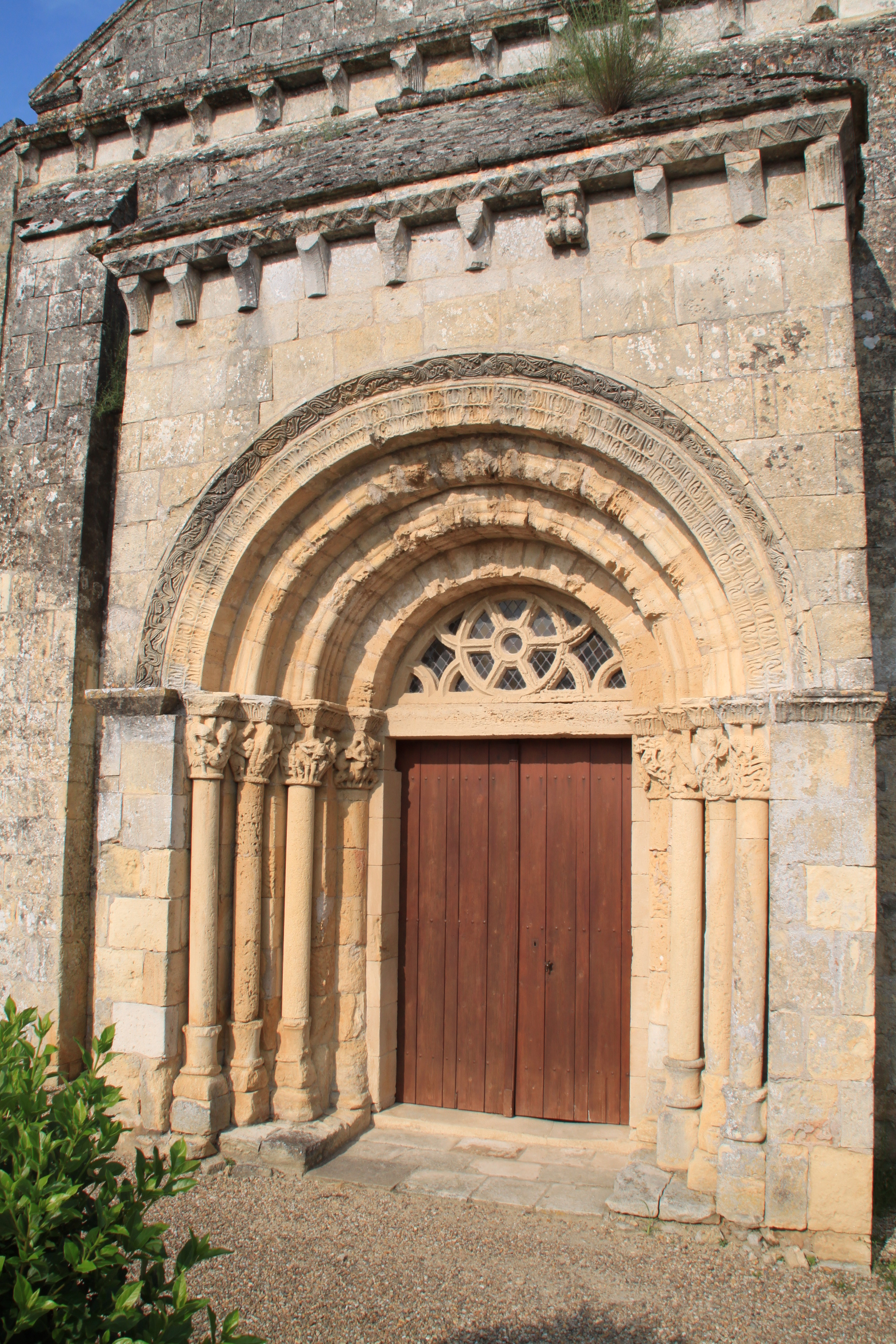
Portail roman.
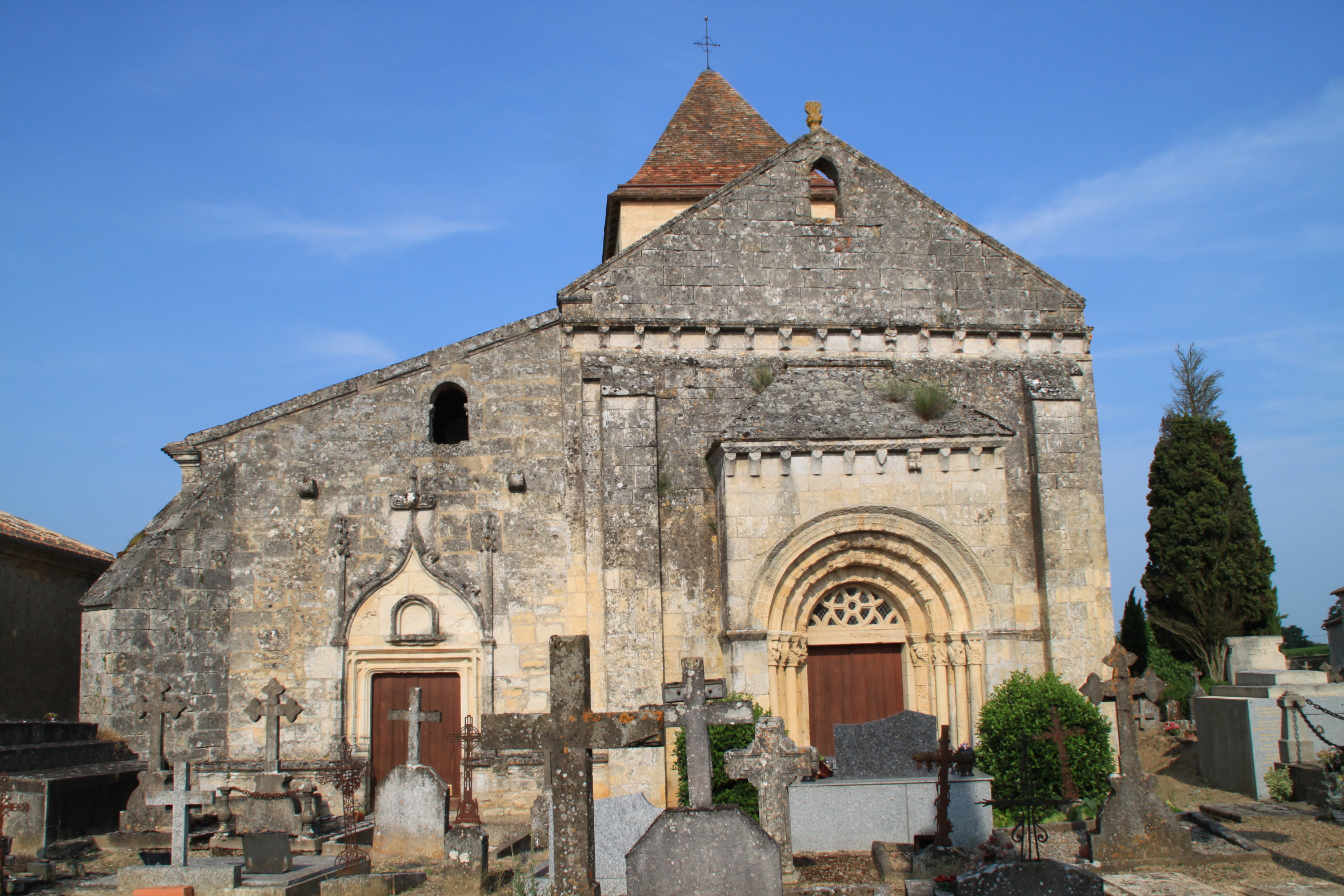
Façade occidentale.
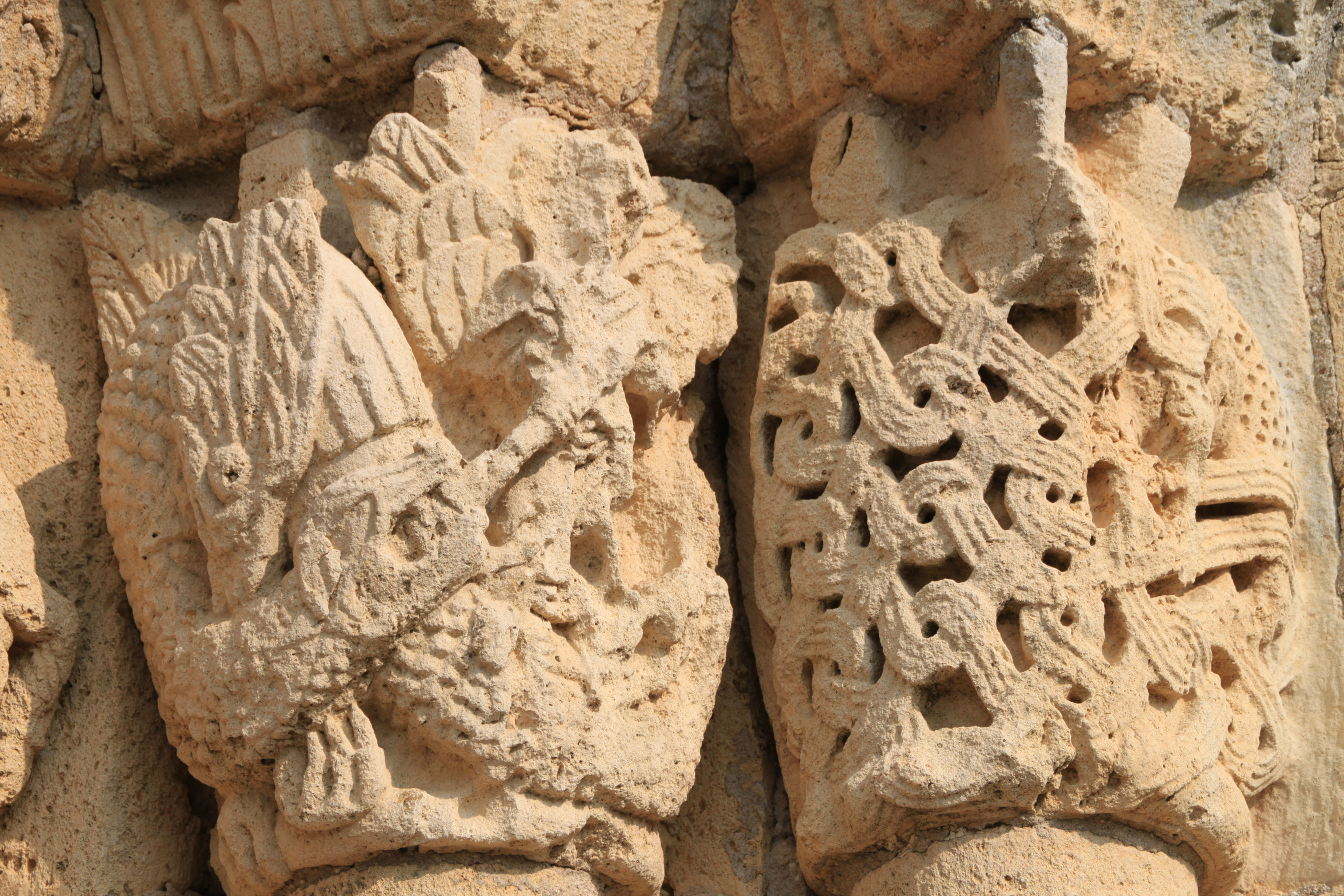
Décors sculptés.
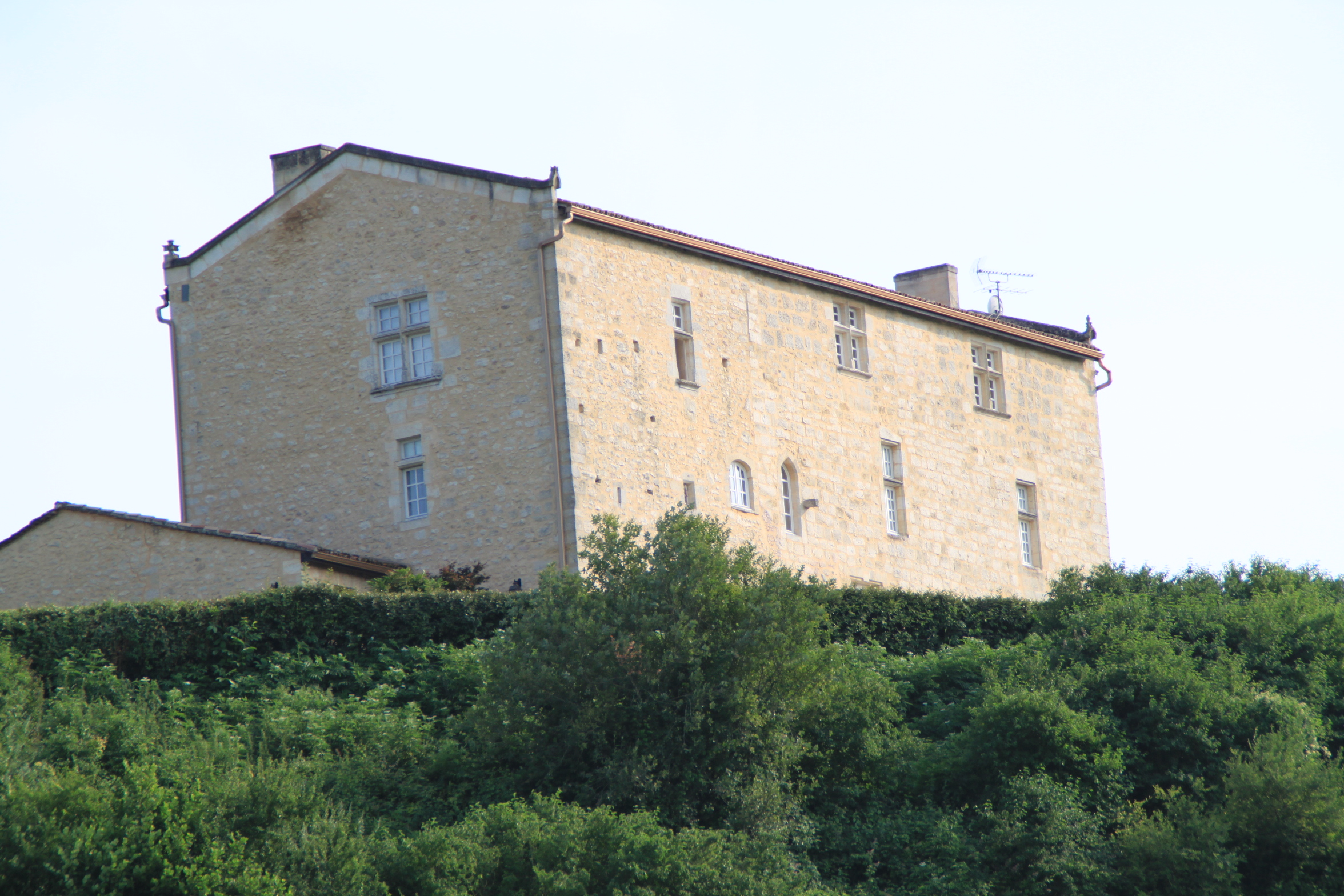
Maison forte de Naujan.
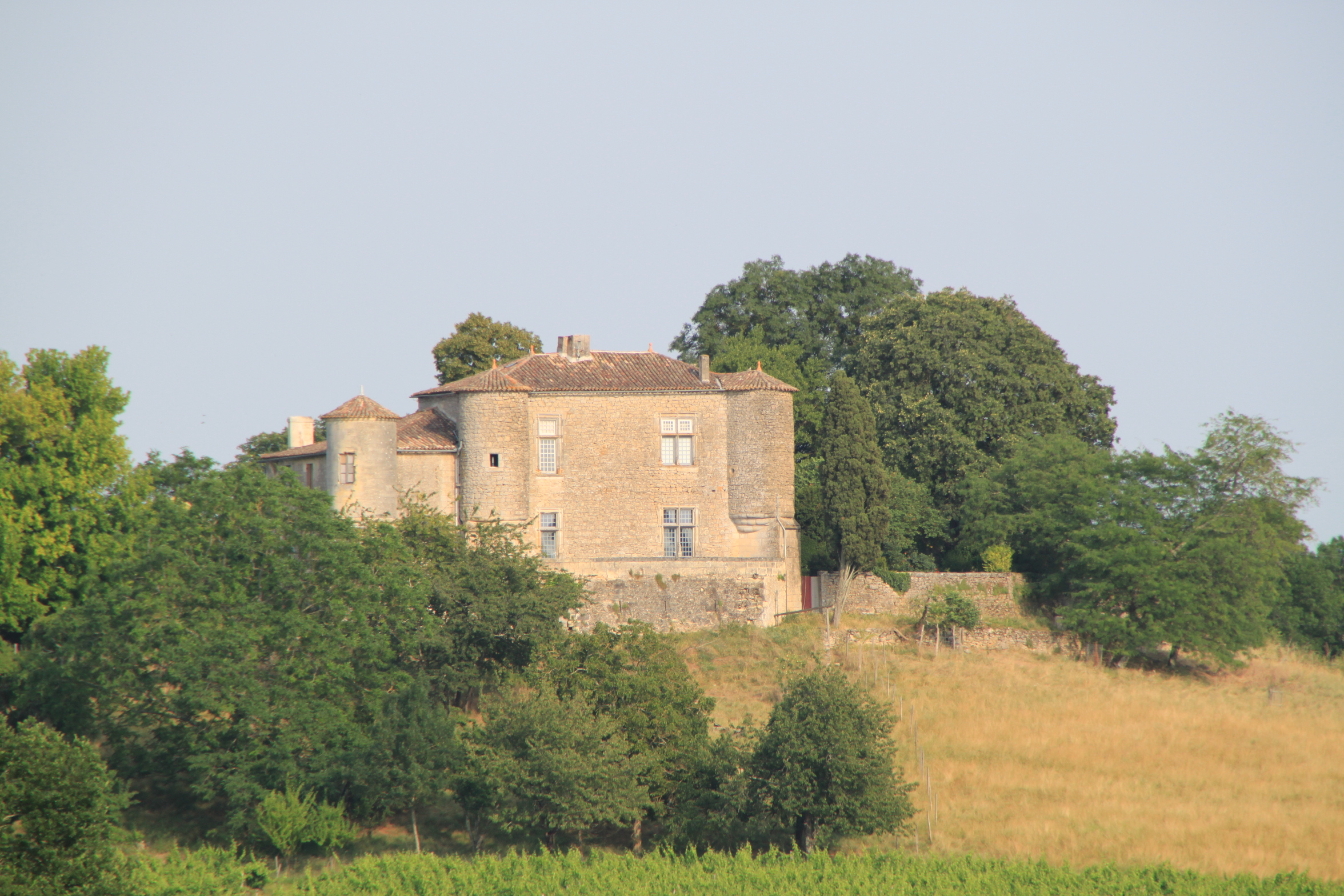
Maison noble du Courros.